# Demonax nigromaculatus
Demonax nigromaculatus là một loài bọ cánh cứng trong họ Cerambycidae.